# 靈犬
靈犬（日语：フサイチエアデール），是日本純種競賽馬匹。生涯活躍於中長途賽事，曾勝出新山紀念、報知盃四歲牝馬特別、人魚錦標及打吡公爵挑戰盃，亦曾於櫻花賞及兩次女皇伊利沙伯二世盃中取得亞軍。

## 出賽前
1996年3月26日出生於北海道早來町（今安平町）北部牧場，成長途中被馬主關口房朗購入。
其後交由栗東訓練中心練馬師松田國英訓練。

## 競賽生涯

### 3歲（現2歲）
1998年9月13日出戰3歲新馬戰，然而於後方位置未能衝出下以第十三大敗。
其後挑戰兩次3歲未勝利戰分別取得第五及第二後，於第三次3歲未勝利戰中以先行戰術展開推進，於直路繼續加速跑出全長最快末腳下成功拉開後方8馬位取得首勝。
12月20日出戰條件戰茶梅賞，選擇於第六左右的位置推進下在通過彎道時稍為向前取位，但最終未能對手壓制取得第二。

### 4歲（現3歲）
1999年首戰為新山紀念，繼續採用前置戰術下於最後彎道尾段經已出頭，並於直路入口成功望空。進入直路後，其順利於所在位置衝出，最終以1 1/4馬位優勢取得首個分級賽冠軍。
3月14日以報知盃四歲牝馬特別為目標，保持於第六左右的位置下在通過彎道時處於有利位置，同時些微抽出外檔取位。進入直路後，其以凌厲的姿態瞬間衝出，於中段超越前方領先的Stephanie Chan下繼續拉開對手，以3馬位優勢取得連勝。
其後按照計劃出戰櫻花賞，本次比賽其採用位置稍為靠後，前段保持於約莫第九之下於第一彎道後再度墮後，但於第三彎道開始逐步推出。於直路上，其繼續以過彎時的節奏進行加速，可惜壓制前方的Primo Ordine以第二完賽。
5月1日出戰產經體育盃四牝馬特別，雖然於比賽中維持穩定的節奏並處於有利位置，但於直路上未能抵擋痛快駒的攻勢，以第二的戰績完賽。
其後挑戰優駿牝馬（日本橡樹大賽），於直路無法順利加速下一直未能突破，最終僅跑獲第五的戰績。
進入秋季後，其選擇玫瑰錦標作為起動戰，然而於直路未能收窄和前方距離下被Hishi Pinnacle以頸位差距擊敗，正賽秋華賞中再度因為僅能維持均速而被壓制，最終以第五完賽。
11月14日出戰女皇伊利沙伯二世盃，為其首次挑戰年長馬匹。比賽開始後，其處於第八左右的位置跟隨目白多伯推進，但於對面直路稍微放緩節奏墮後至第十一。進入直路後，其重新於外檔加速殺上，雖然成功跑出不俗的末腳速度並超越大部份對手，但仍然未能追上出頭的目白多伯，最終以3/4馬位差距落敗。
年末，其以有馬紀念作為目標，然而未能刻苦2500米的途程下以第九大敗。

### 5歲（現4歲）
2000年初處於休養狀態下以打吡公爵挑戰盃作為目標，於比賽中段採取墮後再變奏加速的形式推進，最終在直路亦能成功上前，以頸位優勢取得冠軍。
然而其後繼續於一哩戰線作賽下未能維持表現，出戰讀賣盃以第十三大敗，於安田紀念中亦僅能跑獲第七。
於夏季，其並未前往休養，而是出戰人魚錦標，最終亦能成功克服58公斤的頂磅，於直路輕鬆超越對手並拉開1 3/4馬位取勝。
進入秋季其以府中牝馬錦標作為熱身，維持於中團靠前位置下在直路稍微進行加速，可惜始終未能迫近前方的快得勝及Hi Friend Code，以第三的戰績完賽。
11月12日出戰大目標女皇伊利沙伯二世盃，本次比賽其於出閘後採取主動的策略，進佔第二的位置維持於領放馬快得勝後方推進，並於比賽途中一直處於穩定的節奏之中。進入直路後，其於內欄位置逐步加速並取代對手成為領頭馬，然而末段未能堅守下被加速的菲莉絲超越，最終以3/4馬位差距再度取得亞軍。
年末，其出戰阪神牝馬特別，然而於直路未能順利加速下逐漸被對手超越，最終敗於快得勝、Taiki Dia、Tico Tico Tac及勝山鈴駒取得第五。
完成阪神牝馬錦標後，陣營決定安排其退役，並於其後取消日本中央競馬會的賽駒註冊。

### 詳細賽績
| 日期       | 舉辦國家 | 馬場 | 距離   | 級別 | 賽事名稱               | 負重 | 騎師     | 馬號 | 出馬 | 名次 | 時間   | 頭馬（二馬）          |
| ---------- | -------- | ---- | ------ | ---- | ---------------------- | ---- | -------- | ---- | ---- | ---- | ------ | --------------------- |
| 13/9/1998  | 日本     | 阪神 | 草1400 |      | 3歲新馬                | 53   | 武豐     | 11   | 13   | 13   | 1:28.6 | Hishi Vital           |
| 17/10/1998 | 日本     | 東京 | 草1600 |      | 3歲未勝利              | 53   | 武豐     | 8    | 11   | 5    | 1:38.6 | Musashi Tycoon        |
| 9/11/1998  | 日本     | 京都 | 草1600 |      | 3歲未勝利              | 53   | 武豐     | 7    | 12   | 2    | 1:35.1 | Hagino Splendor       |
| 6/12/1998  | 日本     | 阪神 | 草1400 |      | 3歲未勝利              | 53   | 武豐     | 5    | 9    | 1    | 1:23.7 | （My Way Hauler）     |
| 20/12/1998 | 日本     | 阪神 | 草1400 |      | 茶梅賞                 | 53   | 高橋亮   | 14   | 15   | 2    | 1:23.0 | Eishin Kimball        |
| 17/7/1999  | 日本     | 京都 | 草1600 | GIII | 新山紀念               | 53   | 武豐     | 11   | 12   | 1    | 1:34.6 | （Marushige Fighter） |
| 14/3/1999  | 日本     | 阪神 | 草1400 | GII  | 報知盃四歲牝馬特別     | 54   | 武豐     | 6    | 16   | 1    | 1:23.0 | （Stephanie Chan）    |
| 11/4/1999  | 日本     | 阪神 | 草1600 | GI   | 櫻花賞                 | 55   | 武豐     | 17   | 18   | 2    | 1:35.7 | Primo Ordine          |
| 1/5/1999   | 日本     | 東京 | 草2000 | GII  | 產經體育盃四歲牝馬特別 | 54   | 武豐     | 7    | 16   | 2    | 2:01.4 | 痛快駒                |
| 30/5/1999  | 日本     | 東京 | 草2400 | GI   | 優駿牝馬               | 55   | 四位洋文 | 7    | 18   | 5    | 2:27.3 | 梅雄快奔              |
| 26/9/1999  | 日本     | 阪神 | 草2000 | GII  | 玫瑰錦標               | 54   | 福永祐一 | 10   | 12   | 2    | 2:00.8 | Hishi Pinnacle        |
| 24/10/1999 | 日本     | 京都 | 草2000 | GI   | 秋華賞                 | 55   | 福永祐一 | 6    | 18   | 5    | 1:59.6 | Buzen Candle          |
| 14/11/1999 | 日本     | 京都 | 草2200 | GI   | 女皇伊利沙伯二世盃     | 54   | 福永祐一 | 16   | 18   | 2    | 2:13.6 | 目白多伯              |
| 26/12/1999 | 日本     | 中山 | 草2500 | GI   | 有馬紀念               | 53   | 福永祐一 | 9    | 14   | 9    | 2:38.1 | 草上飛                |
| 2/4/2000   | 日本     | 中山 | 草1600 | GIII | 打吡公爵挑戰盃         | 56   | 武豐     | 13   | 15   | 1    | 1:33.0 | （Shinko Edward）     |
| 15/4/2000  | 日本     | 阪神 | 草1600 | GII  | 讀賣盃                 | 56   | 和田龍二 | 1    | 18   | 13   | 1:35.4 | 大賞識                |
| 4/6/2000   | 日本     | 東京 | 草1600 | GI   | 安田紀念               | 56   | 和田龍二 | 1    | 18   | 7    | 1:34.6 | 靚蝦王                |
| 9/7/2000   | 日本     | 阪神 | 草2000 | GIII | 人魚錦標               | 58   | 安藤勝己 | 2    | 14   | 1    | 1:58.9 | （快得勝）            |
| 15/10/2000 | 日本     | 東京 | 草1800 | GIII | 府中牝馬錦標           | 57   | 北村宏司 | 9    | 13   | 3    | 1:49.1 | 快得勝                |
| 12/11/2000 | 日本     | 京都 | 草2200 | GI   | 女皇伊利沙伯二世盃     | 56   | 横山典弘 | 11   | 17   | 2    | 2:12.9 | 菲莉絲                |
| 17/12/2000 | 日本     | 阪神 | 草1600 | GII  | 阪神牝馬特別           | 57   | 杜滿萊   | 14   | 14   | 5    | 1:34.7 | 快得勝                |

## 退役後
退役後，靈犬成為了繁殖雌馬，於北海道早來町（今安平町）北部牧場休養，在2001年進行配種。首批子嗣Lailaps於2002年出生，可於2004年出賽。2005年2月19日，Lailaps在皇后盃取勝，成為首匹勝出分級賽的子嗣。12月11日，李察靈駒於朝日盃未來錦標取勝，成為首匹勝出一級賽的靈犬子嗣。
2019年10月20日由繁殖雌馬退役，其後未有任何消息，但相信仍然在生。

### 主要子嗣

#### 一級賽優勝子嗣
粗體字為一級賽
2003年生
- 李察靈駒（東京體育盃兩歲錦標、朝日盃未來錦標、阪神盃）

#### 分級賽優勝子嗣
2004年生
- Lailaps（女皇盃）

### 詳細繁殖資料
| 數目     | 馬名           | 出生年 | 性別 | 父系          | 練馬師                                                                         | 馬主                                                 | 戰績                                                 |
| -------- | -------------- | ------ | ---- | ------------- | ------------------------------------------------------------------------------ | ---------------------------------------------------- | ---------------------------------------------------- |
| 第一匹   | Lailaps        | 2002   | 雌   | French Deputy | 栗東・松田國英                                                                 | Sunday Racing Co Ltd                                 | 29戰3冠2亞2季（退役・繁殖） 分級賽2勝                |
| 第二匹   | 李察靈駒       | 2003   | 雄   | 大洋船        | 栗東・松田國英                                                                 | 關口房朗                                             | 24戰5冠3亞0季（退役・種馬） 分級賽3勝、內含一級賽1勝 |
| 第三匹   | Asterion       | 2004   | 雌   | French Deputy | 栗東・松田國英                                                                 | Sunday Racing Co Ltd                                 | 6戰0冠0亞0季（退役・繁殖）                           |
| 第四匹   | Glitter Chara  | 2005   | 雌   | French Deputy | 栗東・松田國英 →門別・ 廣森久雄 →美浦・大竹正博                                | Sunday Racing Co Ltd →吉田勝己 →Sunday Racing Co Ltd | 7戰2冠0亞0季（退役・繁殖）                           |
| 第五匹   | Scion          | 2006   | 雄   | 大洋船        | 美浦・堀宣行 →船橋・川島正行 →船橋・川島正一                                   | 里見治                                               | 38戰6冠6亞8季（退役）                                |
| 第六匹   | Scuderia Pisa  | 2007   | 雄   | 大洋船        | 栗東・白井壽昭 →園田・中塚猛                                                   | 市川義美                                             | 13戰0冠1亞4季（退役）                                |
| 第七匹   | Zenno Ruggero  | 2008   | 雄   | 吉兆          | 栗東・池江泰壽 →栗東・飯田祐史                                                 | 大迫久美子                                           | 24戰4冠1亞1季（退役）                                |
| 第八匹   | Borboleta      | 2009   | 雌   | 戰爭標誌      | 栗東・松田國英                                                                 | Sunday Racing Co Ltd                                 | 2戰0冠0亞0季（退役・繁殖）                           |
|          | （受胎失敗）   |        |      | 吉兆          |                                                                                |                                                      |                                                      |
| 第九匹   | Malhamdale     | 2011   | 雌   | French Deputy | 栗東・松田國英                                                                 | Sunday Racing Co Ltd                                 | 25戰3冠2亞2季（退役・繁殖）                          |
| 第十匹   | Cosmo Eltanin  | 2012   | 雄   | 大洋船        | 美浦・國枝榮 →佐賀・山田義人                                                   | 大紅牧場 →瀨戶龍男                                   | 40戰5冠3亞6季（退役）                                |
| 第十一匹 | Hexagon        | 2013   | 雄   | 無敵先鋒      | 美浦・中川公成 →園田・稻田彰宏 →高知・國澤輝幸 →高知・大關吉明 →佐賀・山田義人 | 吉田和美 →木下務 →古東薰 →岡林憲一 →瀨戶龍男         | 79戰6冠3亞9季（退役）                                |
| 第十二匹 | Inherit Dale   | 2014   | 雌   | 統治地位      | 栗東・高野友和                                                                 | Silk Racing Co Ltd                                   | 22戰3冠5亞5季（退役・繁殖）                          |
| 第十三匹 | Admire Digital | 2015   | 雄   | 小說名家      | 栗東・友道康夫                                                                 | 近藤旬子                                             | 11戰1冠4亞1季（退役）                                |
| 第十四匹 | 沙灘森巴       | 2016   | 雌   | 大洋船        | 栗東・友道康夫                                                                 | 金子真人控股                                         | 12戰1冠4亞1季（退役・繁殖）                          |
| 第十五匹 | 靈犬2017       | 2017   | 雄   | 多得寶        |                                                                                |                                                      | （未出戰）                                           |
| 第十六匹 | Shonen Jidai   | 2018   | 雄   | 榮進閃耀      | 栗東・安田翔伍 →船橋・新井清重                                                 | 原禮子 →長濱秋一                                     | 37戰5冠5亞6季（現役）                                |
|          | （受胎失敗）   |        |      | 滿樂時        |                                                                                |                                                      |                                                      |
|          | （受胎失敗）   |        |      | 緬甸皇城      |                                                                                |                                                      |                                                      |

## 血統簡介
父系週日寧靜是美國三冠賽雙冠馬，退役後在日本配種，在日本馬壇相當成功，贏得多項分級賽事，其子嗣贏得巨額獎金，連續12年成為日本冠軍種馬。祖父Halo爲美國賽駒，曾贏得一級賽冠軍，爲美國冠軍種馬。
母系Rustic Belle為美國生產的法國賽駒，生涯僅勝出一場賽事。外祖父淘金者爲美國著名種馬，於近代擁有巨大影響力，和加拿大種馬北地舞人被譽爲兩大改變世界賽馬的偉大種馬。

### 血統表
| 父線：週日寧靜系（Halo）                              |                             |                 |                |
| 種馬 週日寧靜 1986年（棕色）                          | Halo 1969年（棕色）         | Hail to Reason  | Turn-to        |
| 種馬 週日寧靜 1986年（棕色）                          | Halo 1969年（棕色）         | Hail to Reason  | Nothirdchance  |
| 種馬 週日寧靜 1986年（棕色）                          | Halo 1969年（棕色）         | Cosmah          | Cosmic Bomb    |
| 種馬 週日寧靜 1986年（棕色）                          | Halo 1969年（棕色）         | Cosmah          | Almahmoud      |
| 種馬 週日寧靜 1986年（棕色）                          | Wishing Well 1975年（棗色） | Understanding   | Promised Land  |
| 種馬 週日寧靜 1986年（棕色）                          | Wishing Well 1975年（棗色） | Understanding   | Pretty Ways    |
| 種馬 週日寧靜 1986年（棕色）                          | Wishing Well 1975年（棗色） | Mountain Flower | Montparnasse   |
| 種馬 週日寧靜 1986年（棕色）                          | Wishing Well 1975年（棗色） | Mountain Flower | Edelweiss      |
| 繁殖雌馬 Rustic Belle 1990年（深棗色）                | 淘金者 1970年（棗色）       | Raise a Native  | 天才舞者       |
| 繁殖雌馬 Rustic Belle 1990年（深棗色）                | 淘金者 1970年（棗色）       | Raise a Native  | Raise You      |
| 繁殖雌馬 Rustic Belle 1990年（深棗色）                | 淘金者 1970年（棗色）       | Gold Digger     | Nashua         |
| 繁殖雌馬 Rustic Belle 1990年（深棗色）                | 淘金者 1970年（棗色）       | Gold Digger     | Sequence       |
| 繁殖雌馬 Rustic Belle 1990年（深棗色）                | Ragtime Girl                | Francis S.      | Royal Charger  |
| 繁殖雌馬 Rustic Belle 1990年（深棗色）                | Ragtime Girl                | Francis S.      | Blue Eyed Momo |
| 繁殖雌馬 Rustic Belle 1990年（深棗色）                | Ragtime Girl                | Swinging Doll   | Raise a Native |
| 繁殖雌馬 Rustic Belle 1990年（深棗色）                | Ragtime Girl                | Swinging Doll   | Doll Ina       |
| 雌系：號族：20-a                                      |                             |                 |                |
| 五代內近親交配：Raise a Native 3×4、Royal Charger 5×4 |                             |                 |                |

## 命名由來
名字中，Fusaichi（フサイチ）是馬主關口房朗的冠名，出自其名字中的「房」（フサ）加上「一」（イチ）組成，Airedale（アデール）則出自狗隻品種之一：万能㹴，香港則只取後半部分的意思，翻譯為「靈犬」。

## 外部連結
- 靈犬 netkeiba.com （页面存档备份，存于）
- 血統表 （页面存档备份，存于）